# Новые Бурлы
Но́вые Бурлы́ (баш. Яңы Бурлы) — деревня в Гафурийском районе Башкортостана, входит в состав Табынского сельсовета. 

## Название
От названия реки Бурлы, буквально с башкирского: меловая, притока Белой.

## Население
| 2002 | 2009 | 2010 |
| ---- | ---- | ---- |
| 88   | ↘78  | ↘73  |

Национальный состав
Согласно переписи 2002 года, преобладающая национальность — татары (69 %).

## Географическое положение
Расстояние до:
- районного центра (Красноусольский): 30 км,
- центра сельсовета (Табынское): 8 км,
- ближайшей ж/д станции (Белое Озеро): 47 км.